# Цельондз
Цельондз (пол. Cielądz) — село в Польщі, у гміні Цельондз Равського повіту Лодзинського воєводства.
Населення — 819 осіб (2011).
У 1975-1998 роках село належало до Скерневицького воєводства.

## Демографія
Демографічна структура станом на 31 березня 2011 року:
|          | Загалом | Допрацездатний вік | Працездатний вік | Постпрацездатний вік |
| -------- | ------- | ------------------ | ---------------- | -------------------- |
| Чоловіки | 411     | 78                 | 309              | 24                   |
| Жінки    | 408     | 75                 | 275              | 58                   |
| Разом    | 819     | 153                | 584              | 82                   |